# Соня Мармеладова
Софія (Соня) Семенівна Мармеладова — персонаж роману Федора Достоєвського «Злочин і кара». На сторінках роману з'являється вперше в оповіданні Мармеладова при знайомстві з Раскольниковим у буфеті.

## Життя Соні
Дочка Семена Захаровича Мармеладова, титулярного радника, спився колишнього чиновника, падчерка Катерини Іванівни Мармеладової, зведена сестра Поліни, Колі і Лидочки-Льоні.
Соню і Раскольникова об'єднує те, що обидва вони, керуючись різними мотивами, переступили євангельські заповіді. Вона змушена зайнятися проституцією, оскільки інших способів добути засоби до існування її сім'я не знаходить. Зустрівши Родіона Раскольникова, знаходить у ньому споріднену душу і, коли його засудили до каторги, добровільно їде, подібно дружинам декабристів, у Сибір услід за ним.
Віруюча.

## Зовнішність
Портрет Соні дається в наступних сценах:
- у сцені смерті Мармеладова,
- у сцені, що зображає її поява у Раскольникова, коли у нього знаходилися мати Пульхерія Олександрівна, сестра Авдот'я Романівна, колишній студент і приятель Раскольникова Разумихін, приятель Разумихина доктор Зосімов,
- у сцені читання Євангелія (очима Раскольникова).

## У кінематографі
- 1935 — "Преступление и наказание[en]" — роль Соні зіграла Меріан Марш
- 1969 — " Злочин і кара" — роль Соні зіграла Тетяна бідових
- 2007 — "Злочин і кара" — роль Соні зіграла Поліна Філоненко